# Lespignan
Lespignan (okzitanisch: Lespinhan) ist eine französische Gemeinde im Département Hérault in der Region Okzitanien. Sie hat 3355 Einwohner (Stand: 1. Januar 2022), die „Lespignanais“ genannt werden. Lespignan gehört zum Arrondissement Béziers und zum Kanton Béziers-1.

## Geographie
Lespignan liegt etwa zehn Kilometer südwestlich des Stadtzentrums von Béziers. Der Fluss Aude begrenzt die Gemeinde im Süden. Umgeben wird Lespignan von den Nachbargemeinden Colombiers im Norden, Béziers im Nordosten, Vendres im Osten, Fleury im Süden sowie Nissan-lez-Enserune im Westen und Nordwesten.
Durch die Gemeinde führt die Autoroute A9.

## Bevölkerungsentwicklung
| 1962 | 1968 | 1975 | 1982 | 1990 | 1999 | 2006 | 2017 |
| ---- | ---- | ---- | ---- | ---- | ---- | ---- | ---- |
| 1666 | 1874 | 1871 | 1948 | 2360 | 2568 | 3044 | 3260 |

## Sehenswürdigkeiten
- Kirche Saint-Pierre-aux-Liens aus dem 13./14. Jahrhundert

## Gemeindepartnerschaft
Mit der belgischen Gemeinde Chastre in Wallonien besteht seit 1985/1986 eine Partnerschaft.